# Người Tây Ban Nha
Người Tây Ban Nha là công dân của Tây Ban Nha, bất kể nguồn gốc. Ở Tây Ban Nha, hiện còn nổi lên chủ nghĩa dân tộc địa phương, phản ánh lịch sử phức tạp của đất nước Tây Ban Nha.
Ngôn ngữ chính ở Tây Ban Nha là tiếng Tây Ban Nha, đây là ngôn ngữ chuẩn dựa trên phương ngữ trung cổ của người Castilla ở miền trung Tây Ban Nha. Ngoài tiếng Basque thì ngôn ngữ của người bản xứ Tây Ban Nha thuộc nhóm ngôn ngữ Rôman.
Một lượng khá lớn dân số có tổ tiên nhập cư từ Tây Ban Nha, kết quả của quá trình xâm chiếm thuộc địa của Tây Ban Nha, sống ở các khu vực trên thế giới, đặc biệt là ở Mỹ Latinh.

## Tôn giáo
| Tôn giáo tại Tây Ban Nha (2013) theo Centro de Investigaciones Sociológicas. | Tôn giáo tại Tây Ban Nha (2013) theo Centro de Investigaciones Sociológicas. | Tôn giáo tại Tây Ban Nha (2013) theo Centro de Investigaciones Sociológicas. | Tôn giáo tại Tây Ban Nha (2013) theo Centro de Investigaciones Sociológicas. | Tôn giáo tại Tây Ban Nha (2013) theo Centro de Investigaciones Sociológicas. |
| ---------------------------------------------------------------------------- | ---------------------------------------------------------------------------- | ---------------------------------------------------------------------------- | ---------------------------------------------------------------------------- | ---------------------------------------------------------------------------- |
| Tôn giáo                                                                     | Tôn giáo                                                                     |                                                                              | Phần trăm                                                                    | Phần trăm                                                                    |
| Côn giáo La Mã                                                               | Côn giáo La Mã                                                               |                                                                              | 71%                                                                          | 71%                                                                          |
| Vô đạo                                                                       | Vô đạo                                                                       |                                                                              | 25%                                                                          | 25%                                                                          |
| Tôn giáo khác                                                                | Tôn giáo khác                                                                |                                                                              | 2%                                                                           | 2%                                                                           |
| Không rõ                                                                     | Không rõ                                                                     |                                                                              | 2%                                                                           | 2%                                                                           |

Công giáo La Mã là tôn giáo chiếm lớn nhất ở Tây Ban Nha. Theo nghiên cứu từ Trung tâm Nghiên cứu Xã hội học Tây Ban Nha năm 2013 khoảng 71% người Tây Ban Nha là người Công giáo, 2% tin vào những thứ khác, và khoảng 25% xác định là người vô đạo hoặc tuyên bố không theo đạo nào.